# Astral internet
 (octobre 2011).
Si vous disposez d'ouvrages ou d'articles de référence ou si vous connaissez des sites web de qualité traitant du thème abordé ici, merci de compléter l'article en donnant les références utiles à sa vérifiabilité et en les liant à la section « Notes et références ».
Astral Internet est une entreprise canadienne spécialisée dans les services d'hébergement web et de solutions Internet. Fondée en 2001, l'entreprise est basée à Saint-Jean-sur-Richelieu, Québec, Canada. Astral Internet propose une variété de services incluant l'hébergement partagé, l'hébergement VPS (serveur privé virtuel), l'hébergement dédié, ainsi que des solutions de cloud computing et de noms de domaine.
Astral Internet est dans le centre de données eStruxture MTL-03, situé à Montréal, Québec. Ce centre de données est certifié SOC 2 Type 2 et ISO 27001, garantissant ainsi une sécurité de haut niveau et une gestion optimale des données. Ces certifications soulignent l'engagement d'Astral Internet envers la sécurité des informations et la fiabilité de ses services, offrant ainsi une infrastructure solide pour tous types d'entreprises.
Reconnue pour son engagement envers l'innovation technologique et la satisfaction client, Astral Internet a développé divers outils et fonctionnalités pour optimiser la performance et la sécurité des sites web hébergés. Comme l'explique Daniel Berthiaume, responsable de la recherche et du développement chez Astral Internet, dans une entrevue avec Website Planet et avec HostingAdvice, l'entreprise met un accent particulier sur l'amélioration continue de ses services, notamment en intégrant des solutions avancées comme l'accélérateur de site web (WSA), qui permet aux utilisateurs d'améliorer la vitesse de chargement de leurs sites via une interface simplifiée intégrée à cPanel.
Astral Internet propose ses services à une vaste gamme de clients, incluant les petites, moyennes et grandes entreprises, offrant des solutions adaptées à divers besoins techniques et budgétaires. L'entreprise est également engagée dans des initiatives de responsabilité sociale et environnementale, visant à minimiser son impact écologique à travers différentes pratiques durables.
Astral Internet est l'hébergeur officiel de plusieurs ministères québécois et canadiens : pq.org (le Parti québécois), fetenationale.quebec (la Fête nationale du Québec), mnq.qc.ca, jourdudrapeau.qc.ca, cai.gouv.qc.ca (commission d'accès à l'informations), journeedespatriotes.qc.ca, accentbleu.com (Le Mouvement national des Québécoises et Québécois), blocquebecois.org (Le Bloc québécois), etc.